# 張子

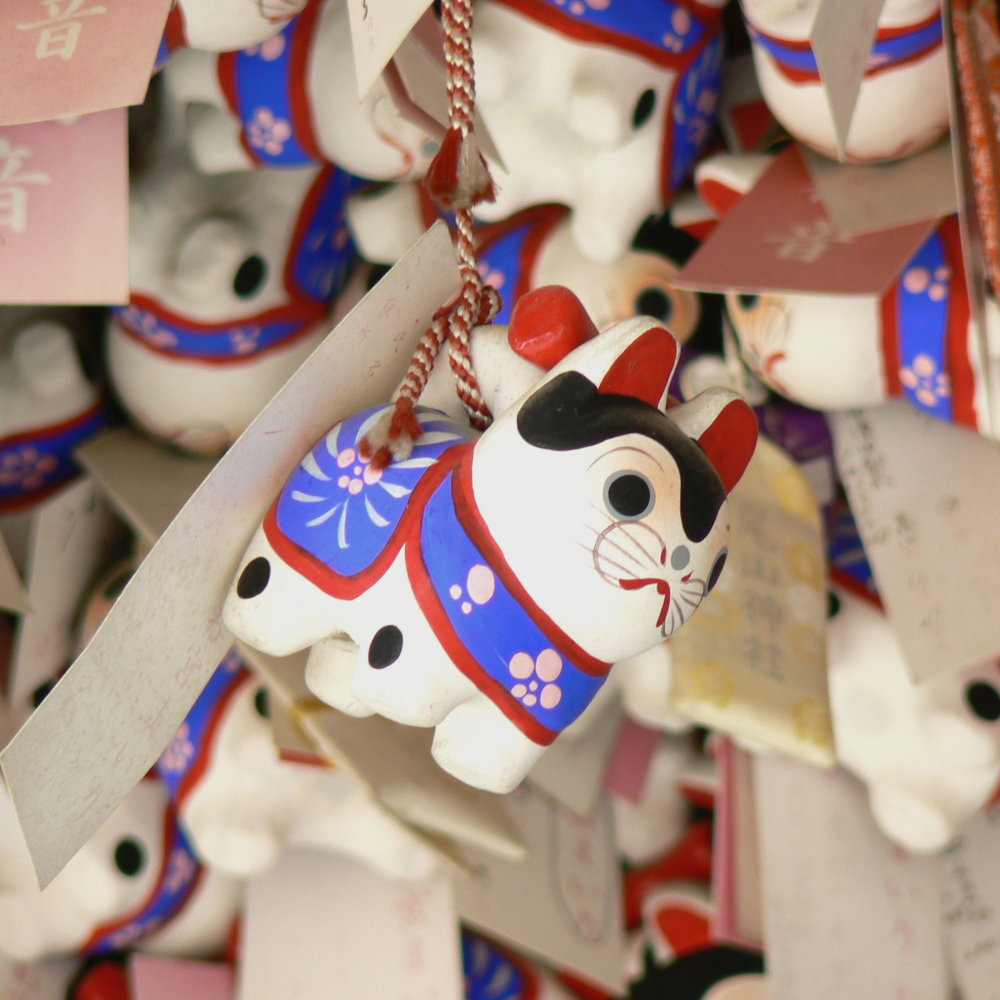
寺廟中供奉的犬張子

張子（羅馬化：hariko）是日本的一種傳統工藝，使用紙和膠水來製作人物塑像。該技術始於公元2世紀的中國，並傳播到亞洲和歐洲。平安時代左右從中國傳入日本。

## 犬張子
「犬張子」是張子中較著名的一種，被視為保佑小孩保佑身體健康的吉祥物，最常出現在神社的祭祀供桌上，用來祈福。因為狗一胎就生很多，生命力極強，也就寓意人丁興旺、成長順利等象徵。